# 汉口和利冰厂
汉口和利冰厂，是近代汉口法租界中一座专事制冰及饮料生产的工厂，位于今中华人民共和国湖北省武汉市江岸区岳飞街44号。该厂由英商开办，起初的业务为制冰，后又拓展了清凉饮料的制造业务。工厂分为冰厂及汽水厂两个部分，现岳飞街44号建筑为湖北省文物保护单位，但据和利冰厂创始人嫡孙杰拉德·科赛恩（Gerard Corsane，以下简称G.科赛恩）在此后察看考证，该建筑实际为汽水厂所在，冰厂在岳飞街24—26号。

## 历史

### 建厂初期

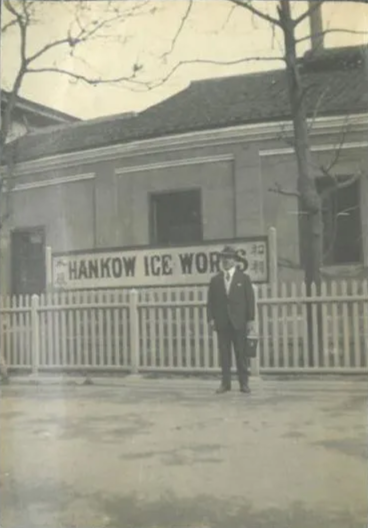
1917年3月19日，W.H.科赛恩在新厂房前留影。

1890年代，原安平号工程师沃特·休斯·科赛恩（Walter Hughes Corsane，以下简称W.H.科赛恩）来到汉口后，看到中国工人在冬天使用独轮车搬运冰块，将冰块送到冰窖中存放至夏天使用的现状，遂决定在汉口开办一家机器制冰厂。这便是在1904年正式开业的和利冰厂（Hankow Ice Works），该厂当时由W.H.科赛恩及曾同为安平号工程师的合伙人安德森。和利冰厂使用轮船的轮机动力进行冰块生产，此后W.H.科赛恩与其合伙人轮番往返与汉口及英国本土购入机器，很快使得冰厂从小作坊成为了一座中型工厂。

### 汽水厂开办
在汉口租界区生活的外国侨民很快将西方的生活方式带来汉口，其中便包括清凉饮料——汽水。但当时汉口还没有任何汽水生产工厂，洋人的汽水都需要远道而来。1917年3月，W.H.科赛恩在和利冰厂东侧修建和利汽水厂。1922年，克鲁奇（Croucher）成为了W.H.科赛恩的合伙人，而原合伙人安德森在1925年去世。

### 抗战时期的工厂
抗战时期，日本人即将兵临汉口城下，国军决定放弃汉口后，不少居民涌入法租界寻求庇护。法租界为求自保，关闭了通往外界的所有通道（即“关栅子”），在封锁后法租界随即停水，但此时法租界聚集了20余万人（含原住民），生活用水很成问题。
W.H.科赛恩见此情形，在1938—1939年期间利用和利冰厂持续为聚集在法租界的中国难民提供用水。1939年10月，W.H.科赛恩被日军带走，关押在位于上海龙华的“交战国非战斗人员”集中营，直至日本投降后工厂复工。

### 后续
W.H.科赛恩在抗战后某日因车祸瘫痪，此后家人将其送往泽西岛直至1950年去世。而和利汽水厂在抗战前卖给华商刘耀堂，直至抗战后才开始经营，1949年后改制为国营武汉饮料二厂。和利冰厂的一切业务在1950年终止。

## 历史争议

### 既有文献历史概览
依据《汉口租界志》的记载，1891年英国商人柯三与克鲁奇创办和利冰厂，1918年两人在现今岳飞街44号处合资筹建汽水厂，1921年投产。由于和利冰厂生产的汽水品质较好，一时间颇为畅销。然1931年克鲁奇病故后，工厂由年事渐高的柯三独立经营，最终1938年将厂出售给刘耀堂，但随后由于抗日战争并未能实际生产。
根据日本外务省通商局的资料记载，汉口和利冰厂由英国个人资本开办，由怡和洋行输出部主任任经理，厂中有机器3台，虽然一年只有8个月时间可以进行生产，但一旦生产日均能够产出15000磅冰，厂内有职工2名，长工8名。

### 对既有文献的疑惑
关于和利冰厂的既有史料记载十分有限。厂主“柯三”究竟是何许人也、冰厂的经营状况、和利冰厂与汽水厂是否是一座企业，这些问题都无法根据既有文献得到解答。

### 厂主嫡孙提供史料
2013年9月，在英国纽卡斯尔大学人类与社会科学院任职的G·科赛恩前往武汉大学交流城市历史遗产保护，在互联网上发现和利冰厂旧址的旧照，随即联系“人文武汉”成员等武汉文化遗产志愿者群体。经过交流得知，G.科赛恩恰为和利冰厂厂主“柯三”的嫡孙，所谓“柯三”，全名沃特·休斯·科赛恩（Walter Hughes Corsane），苏格兰人，1890年代W.H.科赛恩来到汉口，此前其为轮船招商局安平号船的工程师。此后G.科赛恩又提供诸多文字及影像资料，武汉文化遗产志愿者群体藉此对既有文献进行了更正与完善。此后至2017年，G.科赛恩共计前来武汉4次，皆与志愿者团体成员会见并提供诸多史料。

### 查证与勘误

#### 合伙人情况记载有误
有关“柯三与克鲁奇创办和利冰厂”的文献记叙，G.科赛恩证实，创办冰厂时的合伙人为曾经与W.H.科赛恩同在安平号上工作的安德森，后安德森在1925年去世，而克鲁奇在1922年方才与W.H.科赛恩合伙。

#### 冰厂与汽水厂地址不同
2015年12月G.科赛恩在家中找到W.H.科赛恩在冰厂与汽水厂前的影像照片，图中可以判断出冰厂与汽水厂一开始的英文皆是“Hankow Ice Works”，这证实了《汉口租界志》的记载无误：两座厂同属一个企业。同时志愿者团体成员为G.科赛恩提供了法租界巡捕出操照片，照片中背景建筑上有“Hankow Ice Works”的字样，经过建筑比对，岳飞街24—26号建筑与照片背景建筑高度相似。
G.科赛恩与志愿者团体成员在实地勘察后结合已经搜集到的史料确定，当时已经被列为湖北省文物保护单位的“汉口英商和利冰厂旧址”建筑，实则为汽水厂所在；岳飞街24—26号建筑为冰厂所在。

## 岳飞街44号建筑

### 概览
该建筑为一座2层法国古典主义建筑，砖木结构，设计者与建造者不可考。外立面中的正面并非为平面，中为曲状，第二层有出挑的阳台。屋顶为露台，四周设有女儿墙。

### 建筑保护
2007年3月9日，建筑以“和利冰厂”的名义被武汉市人民政府列为第四批武汉市优秀历史建筑；2008年3月27日，建筑以“汉口英商和利冰厂旧址”的名义被湖北省人民政府列为第五批湖北省文物保护单位。2013年，建筑以“和利汽水厂”的名义被武汉市人民政府列入武汉市工业遗产保护名录。
建筑作为文物的保护范围：汉口英商和利冰厂旧址及周围一定范围。以旧址外墙为界，东南面、西南面、东北面各向外延伸10米，西北面向外延伸3米至中山大道、岳飞街现状道路边线。
建筑作为文物的建设控制地带：以保护范围为界，东南面向外延伸50米至胜利街西侧规划道路红线，西南面向外延伸115米至车站路北侧规划道路红线，西北面分别向外延伸至中山大道北侧规划道路红线、岳飞街规划道路中线，东北面向外延伸24米至蔡锷路规划道路中线。